# Herb Złotego Stoku

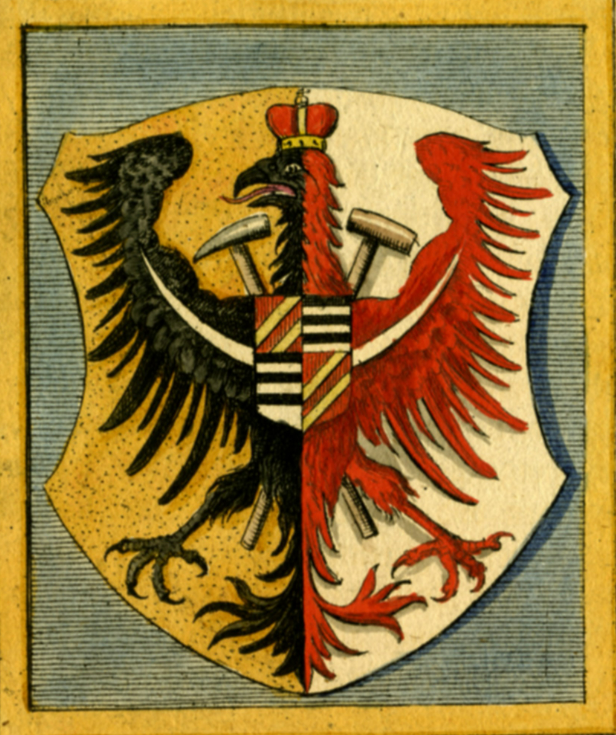
Herb Złotego Stoku

Herb Złotego Stoku – jeden z symboli miasta Złoty Stok i gminy Złoty Stok w postaci herbu.

## Wygląd i symbolika
Herb przedstawia czarno-czerwonego orła księstwa ziębickiego z mitrą książęcą na głowie. Jego heraldycznie prawa, czarna połowa mieści się w polu o barwie złotej, zaś lewa, czerwona – w polu o barwie srebrnej. Na piersi orła tzw. tarcza sercowa, z czwórdzielnym w krzyż herbem Podiebradów ziębicko-kłodzkich: w polu pierwszym i czwartym herb hrabstwa kłodzkiego (dwa złote, wykrzywione pasy na czerwonym tle), w polu drugim i trzecim herb rodu Podiebradów (trzy czarne belki na białym tle). Za orłem dwa skrzyżowane młoty górnicze.

## Historia
Herb został nadany miastu 17 lutego 1491 przez księcia ziębickiego i hrabiego kłodzkiego, Henryka I z Podiebradów. Jego symbolika nawiązuje do przynależności politycznej miasta (orzeł), jego górniczej funkcji (młoty) oraz godności i pochodzenia władcy (tarcza sercowa). Herb z 2013 został uchwalony w niemal niezmienionym kształcie, różni się jedynie położeniem najwyższego z trzech czarnych pasów w polach II i III tarczy sercowej, które w herbie z 1491 roku przylegają do górnego brzegu pola, we współczesnym natomiast są obniżone.